# بخش اتکینسون، شهرستان کارلتون، مینه سوتا
بخش اتکینسون (به انگلیسی: Atkinson Township) یک منطقهٔ مسکونی در ایالات متحده آمریکا است که در شهرستان کارلتون، مینه‌سوتا واقع شده‌است.
 بخش اتکینسون ۴۷٫۰ کیلومتر مربع مساحت و ۳۱۹ نفر جمعیت دارد و ۳۶۷ متر بالاتر از سطح دریا واقع شده‌است.